# Rosa Giannetta Alberoni
Rosa Giannetta Alberoni (Trevico, 11 aprile 1945 – Forte dei Marmi, 3 gennaio 2021) è stata una saggista e giornalista italiana.

## Biografia
Nata Rosa Giannetta a Trevico, in provincia di Avellino, fu sposata in seconde nozze con Francesco Alberoni, e dal 1988   firmò i suoi libri anche con il cognome del marito.
Nel 1974 conseguì la laurea in Lingue moderne presso la IULM. Pubblicò quindi il primo libro Coscienza e utopia in Bertolt Brecht. Seguì le prove delle messe in scena di Giorgio Strehler, con l'intento di diventare regista. Parallelamente lavorò alla Fondazione Rizzoli e iniziò a collaborare con il quotidiano La Stampa.
Fondò e organizzò la cooperativa teatrale "Teatro di tutti" e approntò una riduzione dell'Inferno di Dante. Scrisse il libro Galileo e il cielo negato (1979) e numerosi saggi, che pubblicò su riviste come "D'ARS", "Carte segrete", "Tempi moderni", "Laboratorio di sociologia", firmandosi Rosa Giannetta Trevico. Nel 1980 vinse il concorso di ricercatore in Sociologia generale.
Scrisse sui quotidiani La Stampa e Il Giorno e su periodici come Gioia, Anna e Oggi. Collaborò anche a numerose trasmissioni radiofoniche e televisive, alla Televisione della Svizzera Italiana, alla Rai (in particolare la serie Orpheus, su RaiDue) e su Odeon TV, (con la serie Noi due). Curò una rubrica sul Corriere della Sera. 
Trascorse gli ultimi anni a Forte dei Marmi dove si era trasferita a causa di un'intolleranza alle polveri sottili che le impediva di vivere a Milano. Nell'agosto del 2020 le fu diagnosticato un tumore al polmone e venne operata. Morì, il 3 gennaio 2021, all'età di 75 anni.
Fortemente ostile al darwinismo inteso come ideologia, sosteneva che gravi piaghe dell'umanità, come il razzismo stesso, fossero conseguenza di tale concezione:
(Rosa Giannetta Alberoni)

## Opere

### Libri
- L'era dei mass media (1986)
- L'orto del paradiso (1989)
- Io voglio (1992)
- Complicità e competizione (1992)
- Paolo e Francesca (1994)
- Gli esploratori del tempo, Le concezioni della storia da Vico a Popper (1994)
- Sinfonia (1999)
- La montagna di luce (2005)
- La cacciata di Cristo (2008)
- Il Dio di Michelangelo e la Barba di Darwin (2008)
- Intrigo al Concilio Vaticano II (2010)

### Altri scritti
- “Io sono, tu sei la casa”. In Beni di cittadinanza (a cura di Rosantonietta Scramaglia), Arcipelago Edizioni, Milano 2000
- “Il futuro: dal tempo escatologico al percorso epifanico.”  Nel volume L'immagine del futuro (A cura di Rosa Giannetta) Milano, Franco Angeli, 1986
- “I giovani e il presente del futuro”. Nel volume Inchiesta sull'avvenire dei giovani (A cura di Mario Scotti) Milano, COPLI, 1983
- “Ipotesi per una elaborazione di programmazione pianificata radiotelevisiva“. In Strumenti per partecipare (A cura di Rosa Giannetta) Milano, Franco Angeli, 1981
- “L'universo del giullare”. In D'ARS. Luglio 1981, N° 96, pp. 8-21
- “Partita al buio: immagini dell'informazione e mass media” . In D'ARS. Luglio 1980, N° 93, pp. 116-123
- “Magia, esorcismo e cinema catastrofico”. In Punto d'incontro. Luglio 1980, n° 2/3, pp. 7-9
- “Rito e morte primitiva”. In Laboratorio di sociologia. Anno 1980, N° 3, pp. 150-165
- “L'industrializzazione dei miti”. Nel volume AA.VV. Mostri al microscopio. Venezia, Marsilio Editore, 1980, pp. 85-100
- “Dall'immaginario al simbolico”. In D'ARS. Dicembre 1979, N° 91, pp.11-14
- “Morte e società, la morte primitiva”. In Carte Segrete. Marzo 1979, N° 43, pp. 113-134
- “Linguaggio e comunicazione”. In D'ARS. Luglio 1978, N° 87, pp. 12-21
- “Il mito di Ulisse“. In Comunicazione visiva. Anno 1977, N° 1 pp. 143-146
- “La TV e l'informazione”. In D'ARS. Aprile 1977, N° 83, pp. 131-133
- “Il travaglio fra uomo e strutture”. In D'ARS. Aprile 1977, N° 83, pp. 141-143
- “Processo per il museo”. In D'ARS. Luglio 1977, N° 84, pp 127-128
- “Teatro e comunicazione“. In D'ARS. Luglio 1977, N° 84, pp. 90-93
- ”Televisione e inconscio”. In D'ARS. Dicembre 1977, N° 85, pp. 84-88
- “Marxismo e teatro rivoluzionario”. In Tempi moderni. Anno 1975, N° 19, pp. 20-30